# Кари, Эман
Эма́н Кари́ (фр. Ayman Kari; родился 19 ноября 2004, Иври-сюр-Сен) — французский футболист, полузащитник клуба «Пари Сен-Жермен».

## Клубная карьера
Выступал за юношескую команду «Вильжюиф». В 2017 году присоединился к футбольной академии «Пари Сен-Жермен».
В январе 2023 года подписал свой первый профессиональный контракт с «Пари Сен-Жермен». 31 января 2023 года отправился в аренду в «Лорьян» до конца сезона 2022/23. 30 апреля 2023 года дебютировал за «Лорьян» в матче французской Лиги 1 против «Пари Сен-Жермен», в котором парижане проиграли со счётом 1:3.

## Карьера в сборной
В 2021 году дебютировал за сборную Франции до 18 лет, а год спустя впервые сыграл за сборную Франции до 19 лет.